# Reyersbach
Reyersbach ist ein Gemeindeteil der Gemeinde Bastheim im unterfränkischen Landkreis Rhön-Grabfeld in Bayern.

## Lage
Das Pfarrdorf liegt im Besengau.

## Geschichte
Reyersbach wurde am 9. Mai 1258 erstmals urkundlich erwähnt. Grundherren waren zunächst die Herren von Bastheim, später das Kloster Wechterswinkel. Im 16. Jahrhundert lebten dort 42 Familien in 27 Häusern und nur noch ein geringer Teil der Bevölkerung war auf Grund der Reformation katholisch. Anfang des 17. Jahrhunderts wurde von Fürstbischof Julius Echter im Zuge der Gegenreformation eine neue Kirche erbaut. Im Jahre 1797 brach im unteren Dorf ein Brand aus, der die Hälfte des Dorfes und die Kirche in Schutt und Asche legte. In den folgenden Jahren wurden das Dorf und die Kirche mit ihrem Kirchturm wieder aufgebaut. Bereits 1876 gründete sich im Ort eine Freiwillige Feuerwehr. Mitte des 19. Jahrhunderts schuf eine große Rodungsaktion in etwa das Aussehen der heutigen Flur. Vor und nach dem Ersten Weltkrieg wurden der Obstbaumverein, der Burschenschaftsverein und der Turnverein gegründet. Am 1. Januar 1972 wurde die Gemeinde in Bastheim im Zuge der Gebietsreform in Bayern eingegliedert. Ein neuer Sportplatz entstand im Jahre 1979 und zehn Jahre später ein neues Sportheim. Die Dorferneuerung begann 1991 und gab dem Dorf das heutige Gesicht. 2008 feierte man 750 Jahre Reyersbach mit einem großen Dorffest. 2011 wurde das neue Dorfgemeinschaftshaus als Mauritiushaus eingeweiht. Beim Wettbewerb 2013 Unser Dorf hat Zukunft – unser Dorf soll schöner werden konnte Reyersbach Landkreissieger werden und beim Bezirksentscheid im Jahr darauf in Unterfranken eine Silbermedaille erringen.

## Kultur
Die katholische Kirche St. Mauritius entstand als Nachfolgerin des 1797 abgebrannten Vorgängerbaus. Eine architektonische Besonderheit ist der in Unterfranken einmalige Kirchturm in Form einer Vase oder eines Speisekelchs (Ziborium).
Die Träger des dörflichen kulturellen Lebens sind
- die Freiwillige Feuerwehr
- der Obst- und Gartenbauverein
- der Sportverein
- der St.-Rita-Verein
- die Musikkapelle
- der Singkreis und
- die Bassebender

Die Kuratie Reyersbach ist Teil der Pfarreiengemeinschaft Besengau.